# Tour de l'Alentejo
Pour les articles homonymes, voir Alentejo (homonymie).
Le Tour de l'Alentejo (en portugais : Volta ao Alentejo em Bicicleta) ou GP PAD est une course cycliste par étapes disputée dans l'Alentejo. Créé en 1983, il fait partie de l'UCI Europe Tour à partir de 2005, en catégorie 2.1. Depuis 2010, elle est en catégorie 2.2. Elle est par conséquent ouverte aux équipes continentales professionnelles portugaises, aux équipes continentales, à des équipes nationales et à des équipes régionales ou de clubs. Les UCI ProTeams (première division) ne peuvent pas participer.
L'édition 2020 est annulée à cause de la pandémie de Covid-19.

## Palmarès
| Année | Vainqueur              | Deuxième                 | Troisième              |                  |
| ----- | ---------------------- | ------------------------ | ---------------------- | ---------------- |
| 1983  | Paulo Ferreira         | Manuel Zeferino          | Alexandre Ruas         |                  |
| 1984  | Marco Chagas           | Eduardo Correia          | Firmino Bernardino     |                  |
| 1985  | Adelino Teixeira       | Manuel Cunha             | José Xavier            |                  |
| 1986  | Manuel Zeferino        | Paulo Ferreira           | Carlos Marta           |                  |
| 1987  | Joaquim Salgado        | José Xavier              | Manuel Neves           |                  |
| 1988  | Joaquim Gomes          | Jorge Silva              | Marco Chagas           |                  |
| 1989  | Fernando Carvalho      | Marco Chagas             | José Urea              |                  |
| 1990  | José Recio             | Delmino Pereira          | Eduardo Correia        |                  |
| 1991  | Jesús Blanco Villar    | Paulo Ferreira           | Eduardo Correia        |                  |
| 1992  | António Pinto          | Oleg Petrovich Chuzhda   | Manuel Cunha           |                  |
| 1993  | Jorge Silva            | Juan Martínez Oliver     | Joaquim Adrego Andrade |                  |
| 1994  | Carlos Carneiro        | Joaquim Sampaio          | Joaquim Gomes          |                  |
| 1995  | Assiat Saitov          | Pedro Silva              | Joaquim Adrego Andrade |                  |
| 1996  | Miguel Indurain        | Prudencio Indurain       | David García Marquina  |                  |
| 1997  | Aitor Garmendia        | Francisco Javier Mauleón | David Cañada           |                  |
| 1998  | Melchor Mauri          | Vítor Gamito             | César Solaun           |                  |
| 1999  | José Luis Rubiera      | Melchor Mauri            | David Plaza            |                  |
| 2000  | Claus Michael Møller   | Youri Sourkov            | Ángel Edo              |                  |
| 2001  | László Bodrogi         | Cândido Barbosa          | Andrei Zintchenko      |                  |
| 2002  | Joaquim Adrego Andrade | David Bernabéu           | Vladimir Karpets       |                  |
| 2003  | Andrei Zintchenko      | Paulo Ferreira de Moura  | Hugo Sabido            |                  |
| 2004  | Danail Petrov          | Joaquim Adrego Andrade   | Joaquim Sampaio        |                  |
| 2005  | Xavier Tondo           | Pedro Soeiro             | Sérgio Ribeiro         |                  |
| 2006  | Sérgio Ribeiro         | Daniel Moreno            | Alexander Efimkin      |                  |
| 2007  | Manuel Vázquez Hueso   | Félix Cárdenas           | Manuel Lloret          |                  |
| 2008  | Héctor Guerra          | David Blanco             | Jackson Rodríguez      |                  |
| 2009  | Maxime Bouet           | Héctor Guerra            | Vitaliy Kondrout       |                  |
| 2010  | David Blanco           | Alejandro Marque         | Fábio Silvestre        |                  |
| 2011  | Evaldas Šiškevičius    | Filipe Cardoso           | Bruno Sancho           |                  |
| 2012  | Alexey Kunshin         | Filipe Cardoso           | Samuel Caldeira        |                  |
| 2013  | Jasper Stuyven         | Chad Haga                | Alejandro Marque       |                  |
| 2014  | Carlos Barbero         | Eduard Prades            | Karel Hník             |                  |
| 2015  | Paweł Bernas           | Delio Fernández          | James Oram             |                  |
| 2016  | Enric Mas              | Krister Hagen            | David de la Fuente     |                  |
| 2017  | Carlos Barbero         | Rinaldo Nocentini        | Jasper de Laat         |                  |
| 2018  | Luís Mendonça          | Ricardo Mestre           | Mark Downey            |                  |
| 2019  | João Rodrigues         | Luís Mendonça            | Raúl Alarcón           |                  |
| 2020  | annulé/abandonné       | annulé/abandonné         | annulé/abandonné       | annulé/abandonné |
| 2021  | Mauricio Moreira       | José Neves               | Rafael Reis            |                  |
| 2022  | Orluis Aular           | Xabier Mikel Azparren    | José Neves             |                  |
| 2023  | Orluis Aular           | Adrián Bustamante        | Alex Molenaar          |                  |
| 2024  | Eduard Prades          | Francisco Peñuela        | Abner González         |                  |
| 2025  | Noah Hobbs             | Nicolás Tivani           | Jesús David Peña       |                  |